# Tommaso Gagliano
Tommaso Gagliano, detto "Tommy" (Corleone, 29 maggio 1883 – New York, 16 febbraio 1951), è stato un mafioso italiano, uno dei più potenti boss di Cosa Nostra in America, e uno dei fondatori della "Commissione".
È stato il capo dell'odierna Famiglia Lucchese per più di vent'anni, dal 1930 fino alla morte (avvenuta per cause naturali) nel 1951.

## Biografia

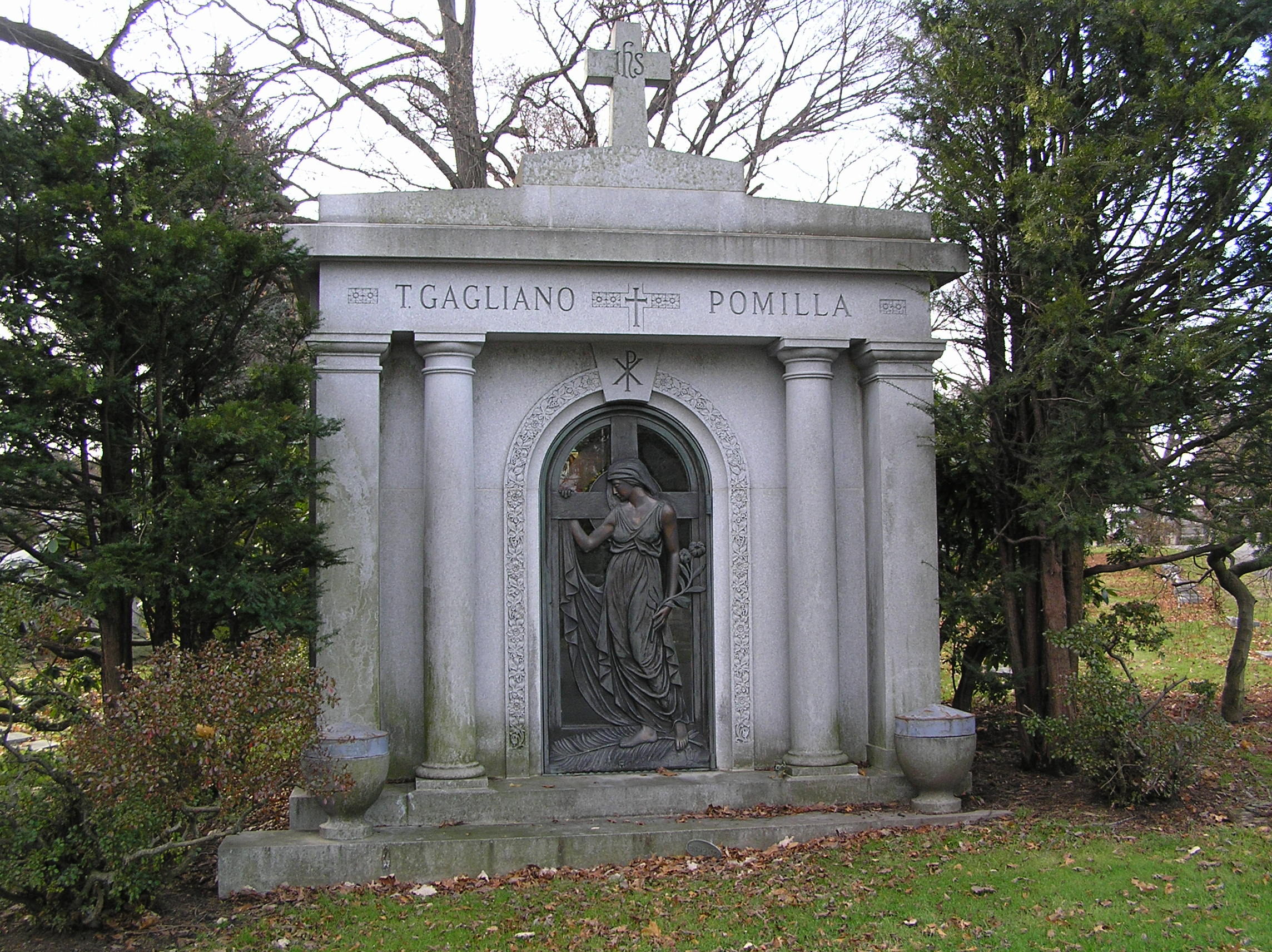
Mausoleo di Tommy Gagliano al cimitero di Woodlawn

Tommaso Gagliano nacque a Corleone, in Sicilia, nel 1883; riguardo ai suoi inizi in Sicilia si hanno poche informazioni, si sa soltanto che era un rispettato e temuto uomo d'onore della Famiglia di Corleone. In seguito emigrò con moglie e figli a New York, dove diventò il vicecapo della cosca del Bronx guidata dal suo amico, socio e compaesano, Gaetano Reina. Gagliano in pochi anni divenne uno dei più influenti e temuti mafiosi d'America.
Il potere e la ricchezza della Famiglia aumentarono nel 1920, all'inizio del proibizionismo, con il contrabbando di alcolici e con gli altri racket che Gagliano ed i suoi soci controllavano tra New York ed il New Jersey, fino a quando verso la fine degli anni venti cominciarono i primi scontri di quella che venne chiamata in seguito la "guerra castellammarese".
Nel 1930 Reina venne assassinato dai killer di Joe Masseria, che impose come sostituto di Reina un suo alleato, Joseph Pinzolo. Pinzolo declassò Gagliano da vicecapo a capodecina limitando il suo potere e quello dei suoi uomini. Alcuni mesi dopo la nomina di Pinzolo a capo della Famiglia, Gagliano ed il suo fedelissimo Gaetano Lucchese ne organizzarono l'omicidio. Pinzolo venne assassinato il 5 settembre 1930, da Girolamo Santuccio e Dominick Petrillo con la complicità di Gaetano Lucchese, mettendo Tommaso Gagliano a capo della Famiglia con Lucchese come vice.
Nel 1931 con l'omicidio di Joe Masseria e quindi di Salvatore Maranzano, la guerra castellammarese si concluse e le famiglie si ristrutturarono. Gagliano confermò il suo fedele e leale vicecapo Tommy Lucchese con Stefano Lasalle come consigliere.
Nel 1946, con la deportazione in Italia di Lucky Luciano, Gagliano diventa uno dei boss più influenti all'interno della "Commissione". Mantenendo sempre un basso profilo, allargò i suoi interessi in altri settori come le industrie manifatturiere, quelle tessili, ed in attività come il mercato nero di beni che scarseggiavano alla fine della guerra, come la benzina, lo zucchero e di altri prodotti alimentari, oltre agli usuali racket del gioco d'azzardo, delle scommesse clandestine, le estorsioni e l'usura; controllava tutto il territorio del New Jersey, con interessi a Cuba, in California e a Las Vegas. Dati ufficiali del governo americano lo indicano, negli anni quaranta, come il capo di un grosso traffico di droga proveniente da New Orleans, mandante di alcuni omicidi e uno dei capi del traffico di eroina con la Sicilia.
Gagliano era imparentato con i mafiosi Joseph Gagliano, Frank Gagliano e suo figlio Tommaso, e Dominick Alongi, futuro vicecapo della Famiglia Genovese.
Uomo schivo ed estremamente riservato è stato una delle figure più misteriose, carismatiche, ed enigmatiche della storia di Cosa Nostra Americana.
Tommaso Gagliano morì di cause naturali nel 1951; il suo successore alla guida della Famiglia fu il leale vice Gaetano Lucchese da cui prende il nome la famiglia criminale.